# Sony Ericsson K320
A Sony Ericsson K320 a Sony Ericsson K310 utódaként hatalmas sikert aratott. 2007 elején került bemutatásra. Elődjéhez, a K310i-hez képest már rendelkezik Bluetooth vezeték nélküli technológiával is. A memóriája 15 MB. Mivel memória bővítésére nincs lehetőség, ezért a készülék nem alkalmas Mp3 lejátszónak.